# 真空状態
場の量子論において真空状態（しんくうじょうたい）とは、ある特別な基底状態の状態ベクトルを意味する。

## 自由場
自由場の量子論では、真空は「粒子の総個数演算子の固有値0の固有状態」として、あるいは「いかなる消滅演算子を作用させても常に0になるような状態ベクトル」として定義される。
{\displaystyle {\hat {a}}|0\rangle =0}
これを特に自由真空という。自由真空はまた自由場のハミルトニアンの最低エネルギー固有状態としても特徴づけられる。

## 相互作用がある場合
相互作用が入ると、相対論的な場の量子論では自由真空はその意義を失う。なぜなら自由真空は相互作用ハミルトニアンの固有状態ではないので、粒子の仮想的な生成消滅すなわち真空偏極が起こり、もはや定常状態ではあり得ないからである。実際、自由真空を基礎としたフォック空間では、状態ベクトルを記述できない。これをHaag–Kastlerの定理という。
相互作用表示では、この困難を断熱仮説によって形成的に回避している。
ハイゼンベルク表示では、自由場と相互作用を分離しないので、真空偏極の問題は存在しない。しかし、個数演算子や消滅演算子が定義できないので、真空{\displaystyle |0\rangle }を次の性質をもつ状態ベクトルとして抽象的に定義する。
- 全ハミルトニアンの最低エネルギー固有状態である。
- 並進およびローレンツ変換に対し不変である。
- 規格化可能である。

この{\displaystyle |0\rangle }を特に真の真空と呼ぶことがある。真の真空は、一般的に一意的かどうか不明なので、次の2つの立場がある。
- 一意性を要請する立場
- 積極的に一意的でないとして縮退した真空を考える立場

漸近的完全性を仮定する場合には、漸近状態の真空でもって真の真空を定義できる。
なお系の実効ポテンシャルの基底状態のことを真空と呼ぶ人もいるが、これは必ずしも既に述べた場の量子論的な真空とは同義では無い。